# Вучевица (Клис)
Вучевица је насељено место у саставу општине Клис, Сплитско-далматинска жупанија, Република Хрватска.

## Историја
До територијалне реорганизације у Хрватској налазила се у саставу старе општине Солин.

## Становништво
На попису становништва 2011. године, Вучевица је имала 56 становника.
| Број становника по пописима | Број становника по пописима | Број становника по пописима | Број становника по пописима | Број становника по пописима | Број становника по пописима | Број становника по пописима | Број становника по пописима | Број становника по пописима | Број становника по пописима | Број становника по пописима | Број становника по пописима | Број становника по пописима | Број становника по пописима | Број становника по пописима | Број становника по пописима |
| --------------------------- | --------------------------- | --------------------------- | --------------------------- | --------------------------- | --------------------------- | --------------------------- | --------------------------- | --------------------------- | --------------------------- | --------------------------- | --------------------------- | --------------------------- | --------------------------- | --------------------------- | --------------------------- |
| 1857                        | 1869                        | 1880                        | 1890                        | 1900                        | 1910                        | 1921                        | 1931                        | 1948                        | 1953                        | 1961                        | 1971                        | 1981                        | 1991                        | 2001                        | 2011                        |
| 330                         | 355                         | 370                         | 388                         | 442                         | 538                         | 484                         | 564                         | 499                         | 503                         | 446                         | 235                         | 138                         | 94                          | 64                          | 56                          |

### Попис 1991.
На попису становништва 1991. године, насељено место Вучевица је имало 94 становника, следећег националног састава:
| Попис 1991.‍ | Попис 1991.‍ | Попис 1991.‍ | Попис 1991.‍ | Попис 1991.‍ |
| ----------- | ----------- | ----------- | ----------- | ----------- |
|             |             |             |             |             |
| Хрвати      | Хрвати      |             | 85          | 90,42%      |
| Срби        | Срби        |             | 8           | 8,51%       |
| Југословени | Југословени |             | 1           | 1,06%       |
| укупно: 94  |             |             |             |             |

## Црква
Између Вучевице и Великог Брочанца се налазила српска православна црква Св. Апостола Петра и Павла из 1805. године, срушена до темеља током 1990их.

## Презимена
- Боровић — Православци
- Орошњак — Православци